# Piotr Gembicki
Piotr Gembicki (Gniezno, 10 oktober 1585 - Racibórz, 14 juli 1657), was de Groot-kanselier en Secretaris van de Kroon, 56e bisschop van Krakau en bisschop van Przemyśl.

## Biografie
Piotr Gembicki was een telg van de Poolse heraldische clan Nałęcz. Hij studeerde tussen 1604-1607 aan de Jezuïeten-colleges in Poznań en Braniewo, tussen 1607-1612 aan de Lubrański-academie in Poznan, de Bartłomiej Nowodworski-school in Krakau en in Rome, in 1608 in Würzburg en tussen 1611-1512 in Perugia en Bologna.
Gembicki werd in 1633 benoemd tot Secretaris van de Kroon.
Als bisschop van Krakau liet Pyotr Gembicki het Bisschoppelijk paleis van Krakau tussen 1642-47 renoveren. Ook schonk hij een uitgebreid verguld hoofdaltaar aan de Wawelkathedraal en heeft hij de nieuwe rijkversierde tombe van Stanislaus Szczepanowski gefinancierd. De tombe werd in 1671 door Peter von der Rennen in Gdańsk vervaardigd.
Gembicki leidde als hoge senator het bevel over de Gemenebest-strijdkrachten tegen de Kozakken in de Chmelnytsky-opstand. Ook versloeg hij met zijn eigen leger de Kostka Napierski-opstand in 1651.
Piotr Gembicki was er voorstander van om Karel X Gustaaf van Zweden op de Poolse troon te krijgen. Piotr Gembicki stierf in ballingschap en is in de Wawelkathedraal begraven.
- Gemeinsame Normdatei: 143456415
- International Standard Name Identifier: 0000 0001 1453 7982
- Système universitaire de documentation: 221786244
- Virtual International Authority File: 102254404
- WorldCat: E39PBJmDrhX4BHYQPJWB4Qhrbd